# David James Hughes
David James Hughes (ur. 16 kwietnia 1899, zm. ?) - walijski asów myśliwskich okresu I wojny światowej. Odniósł 5 zwycięstw powietrznych. 

## Życiorys
David James Hughes urodził się w Hoole na przedmieściach Chesteru. Służbę w eskadrze No. 3 Squadron RAF rozpoczął po zakończeniu szkolenia z pilotażu i krótkim epizodzie jako instruktor. Pierwsze zwycięstwo powietrzne odniósł 8 sierpnia na północ od Chaulnes nad niemieckim samolotem Albatros C. 10 kwietnia zestrzelił samolot Fokker D.VII.
Piąte zwycięstwo powietrzne dające mu tytuł asa myśliwskiego odniósł 23 października nad samolotem typu C.
Ostatnie siódme zwycięstwo odniósł 5 września 1918 roku nad samolotem Fokker D.VII. David James Hughes wszystkie zwycięstwa odniósł na samolocie Sopwith Camel.
Po zakończeniu wojny los Hughsa nie jest znany.

## Odznaczenia
- Military Cross